# ポール・クロスリー
ポール・クロスリー（Paul Crossley, 1944年5月17日 - ）はイギリスのピアニスト。
ヨークシャー生まれ。リーズでファニー・ウォーターマンに師事。オックスフォード大学在学中にオリヴィエ・メシアンに才能を発掘され、パリに留学してメシアン夫人イヴォンヌ・ロリオに入門する。1968年にメシアン・コンクールに入賞。
現代フランスおよびイギリスの作曲家、とりわけメシアンやティペット、ニコラス・モー、ジョージ・ベンジャミンなどと関係が深いピアニストである。ティペットのピアノ・ソナタ第3番および第4番は、クロスリーを念頭において作曲されている。